# بحران ۲۰۲۴ دولت آلمان
در ۶ نوامبر ۲۰۲۴، اولاف شولتز صدراعظم فعلی آلمان، اخراج کریستین لیندنر، وزیر دارایی وقت و رهبر حزب دموکرات آزاد (FDP) را از کابینه خود اعلام کرد. لیندنر متعاقباً طی یک فرایند رسمی توسط رئیس‌جمهور آلمان، فرانک والتر اشتاین مایر در ۷ نوامبر ۲۰۲۴ برکنار شد. دولت ائتلافی سه حزبی در پی اختلافات اخیر بر سر سیاست‌های اقتصادی کشور و تنش‌های مداوم در داخل ائتلاف فرو پاشید، در نتیجه، صدراعظم اعلام کرد که در تاریخ ۱۵ ژانویه ۲۰۲۵ برای انتخابات زودهنگام از بوندستاگ رأی‌گیری خواهد کرد.